# Descanso montanus
Descanso montanus là một loài nhện trong họ Salticidae.
Loài này thuộc chi Descanso. Descanso montanus được Elizabeth Bangs Bryant miêu tả năm 1943.